# Tolono (Illinois)
Tolono – wieś w Stanach Zjednoczonych, w stanie Illinois, w hrabstwie Champaign.